# Kuków (województwo małopolskie)

Nieoficjalny herb wsi Kuków

Kuków – wieś w Polsce, położona w województwie małopolskim, w powiecie suskim, w gminie Stryszawa.
W latach 1954–1960 wieś należała i była siedzibą władz gromady Kuków, po jej zniesieniu w gromadzie Krzeszów. W latach 1975–1998 miejscowość administracyjnie należała do województwa bielskiego.

## Położenie
Kuków znajduje się w dolinie potoku Kocońka, przy drodze wojewódzkiej nr 946 z Żywca do Suchej Beskidzkiej, na średniej wysokości 430 m. Znajduje się w dwóch mezoregionach geograficznych, dolina Kocońki oddziela bowiem Pasmo Pewelskie zaliczane do Beskidu Makowskiego od Beskidu Małego. Pola i zabudowania Kukowa zajmują dno doliny Kocońki oraz zbocza otaczających go szczytów: od południa i zachodu są to Palenica (624 m) i Wajdów Groń (677 m) należące do Pasma Pewelskiego, od północy i wschodu Kamienna Góra (605 m), Kukowska Gajka (595 m) i Capia Górka (623 m) zaliczane do Beskidu Małego.
Za Kukowem rozpoczyna się województwo śląskie, o czym informuje stosowna tablica przy wyjeździe z miejscowości w kierunku zachodnim.

## Integralne części wsi
| części wsi | Babcówka, Bacówka, Budzinówka, Chuściajkówka, Dolny Kuków, Dyduchówka, Gawłówka, Głodówka, Gnidówka, Górki, Grajnówka, Ispówka, Janeczkówka, Kachlówka, Kapalówka, Kawówka, Knapiakówka, Korzeniówka, Kubielasówka, Kubińcówka, Ligusówka, Markówka, Miasto, Olejarzówka, Palichlebówka, Paniczkówka, Rzeczki, Sajnogówka, Skupniówka, Stanaszkówka, Szczygłówka, Ścieżkówka, Wajdówka, Wątrobówka, Zawiłówka, Żakówka, Żdziebel |

## Historia
Kuków założony został w drugiej połowie XVI w. przez Wołochów. W 1931 ukończona została budowa dwóch szkół podstawowych: jednej na Kukowie Dolnym, natomiast drugiej na Górnym. Ochotnicza Straż w Kukowie powstała w 1945 r. z inicjatywy ówczesnego sołtysa Pawła Kachla. W 1980 r. z inicjatywy Felicyty Wójcik powstało Koło Gospodyń Wiejskich.
W 2003 zamknięta została Szkoła Podstawowa Nr 1 i jeszcze w tym samym roku w budynku byłej szkoły otworzone zostały warsztaty terapii zajęciowych dla osób niepełnosprawnych.
W Kukowie od 2005 działa orkiestra dęta pod batutą Krzysztofa Górskiego, mająca osiągnięcia na szczeblu lokalnym, powiatowym i wojewódzkim.

## Walory turystyczne
Kuków jest dobrym miejscem do wypadów w pasma Beskidu Małego (Leskowiec), jak i Średniego (Wajdów Groń, Palenica). Płynąca przez cały Kuków rzeka Kocońka (dawniej Kukówka) jest dobrym miejscem do kąpieli. W kilku miejscach zbudowane są betonowe baseny. Od 2003 w Kukowie znajduje się drewniana wiata turystyczna. W jej skład wchodzi również duże murowane palenisko, natomiast w odległości ok. 50 m znajdują się boiska do piłki nożnej i plażowej oraz fragment sztucznej plaży.

## Zabytki
Główne zabytki w Kukowie stanowi mała architektura sakralna. Do najcenniejszych kapliczek zalicza się:
- Kapliczka na os. Gawłówka z 1708 roku
- Kapliczka na os. Bacówka z 1883 roku
- Kapliczka na os. Olejarzówka z 1905 roku
- Kapliczka na os. Ligusówka z 1918 roku

Na os. Grajnówka znajduje się Grób Nieznanego Żołnierza z czasów II Wojny Światowej
W Kukowie znajduje się również kilkanaście domów, chałup i spichlerzy z końca XIX w. i początku XX w.